# Scirpe d'Amérique
Schoenoplectus pungens
Espèce
Classification phylogénétique
Le Scirpe d'Amérique (Schoenoplectus pungens) est une espèce de plante des marais d'Amérique du Nord, de la famille des Cyperaceae. Il est présent dans des milieux humides d'eau douce tels les bords de rivière et les marais intertidaux.
Sur les rives du fleuve Saint-Laurent, les marais à scirpe sont des environnements peu fréquents. Puisque son rhizome est une source d'alimentation importante pour la grande Oie des neiges lors de sa migration bisannuelle, des marais à scirpe ont été désignés zones protégées, comme la réserve nationale de faune du cap Tourmente.
L'espèce est appelée Common Threesquare, Chair-maker's rush ou Three-square bulrush, en anglais.

## Synonymes
- Scirpus pungens Vahl
- Scirpus americanus Pers.